# Nikah misyar
El nikah misyar (en árabe: نكاح المسيار‎, romanizado: nikah al-misyar o más usualmente زواج المسيار zawaj al-misyar "matrimonio del viajero") o matrimonio misyar  es un tipo de contrato de matrimonio en el Islam Sunita (en algunos aspectos similar al matrimonio  Nikah mutah en el Islam chiita). Los esposos unidos mediante este vínculo pueden renunciar a ciertos derechos matrimoniales tales como vivir juntos, los derechos de la esposa a ser provista de una vivienda y dinero para su mantenimiento (nafaqah), y el derecho del esposo al cuidado de la casa y el acceso a esta. Esta práctica es utilizada a menudo en algunos países islámicos para dar un reconocimiento legal a comportamientos que sino podrían ser considerados adúlteros mediante matrimonios contractuales temporarios.

## Causas y consideraciones
Algunas personas consideran que el matrimonio misyar puede satisfacer las necesidades de los jóvenes cuyos recursos son demasiado limitados para establecerse en un hogar separado; de divorciados, viudas o viudos, que tienen su propia residencia y sus propios recursos financieros pero no pueden o no quieren volver a casarse de acuerdo con la fórmula habitual, y de personas ligeramente mayores que no han experimentado el matrimonio.
Algunos abogados islámicos hacen notar que este tipo de matrimonio se ajusta a las necesidades de una sociedad conservadora que castiga la zina (fornicación) y otras relaciones sexuales que se establecen fuera de un contrato de matrimonio. Por lo tanto, algunos extranjeros musulmanes que trabajan en los países del Golfo Pérsico prefieren vincularse mediante el matrimonio misyar en lugar de vivir solos durante años. Muchos de ellos ya están casados con esposas e hijos en su país de origen, pero no pueden traerlos a la región.

## En la práctica
El Sheikh de la mezquita al-Azhar, Muhammad Sayyid Tantawi y el teólogo Yusuf Al-Qaradawi indican en sus escritos y en sus charlas que una gran proporción de hombres que toman una esposa mediante el matrimonio misyar son hombre que ya se encuentran casados. En una nota del periódico Arab News del 2014 se expresaba que “los matrimonios misyar se han convertidos en una práctica muy difundida” en el reino Saudita.

## Legalidad
El matrimonio misyar se ajusta a las reglas generales del matrimonio en la ley Wahhabi, a condición de que cumpla con todos los requisitos del contrato de matrimonio Sharia, es decir:
- El acuerdo de ambas partes
- Dos testigos legales (shahidain)
- El pago por parte del esposo a su esposa de mahr (dote) por el monto acordado[6]
- La ausencia de un plazo fijo prestablecido de duración del contrato.
- Cualquier estipulación particular (shuroot) que las dos partes acuerden incluir en el contrato y que estén en conformidad con la ley de matrimonio musulmán

Sin embargo, ha habido algunos estudiosos y organizaciones sunitas que se han opuesto por completo al concepto de Nikah Misyar.
Según el abogado islámico saudí y miembro del Supremo Consejo Ulema de Arabia Saudita Abdullah bin Sulaiman bin Menie, la esposa puede, en todo  momento que lo considere necesario, retirar su renuncia a sus derechos financieros y requerir a su esposo que le reconozca todos sus derechos matrimoniales, incluido que él viva con ella y solvente sus gastos (nafaqa). El esposo puede bien acceder, o darle el divorcio.
Por estas razones, el profesor Yusuf Al-Qaradawi indica que no promueve este tipo de matrimonio, si bien reconoce que es legal, ya que cumple con todos los requisitos de un contrato de matrimonio. Expresa su preferencia de que la cláusula de renuncia no se incluya en el contrato de matrimonio, sino que sea objeto de un simple acuerdo verbal entre las partes. Y subraya el hecho de que los musulmanes están sujetos a sus compromisos, ya sean escritos o verbales.

## Críticas
Algunos autores han sugerido que el matrimonio misyar es un matrimonio comparable con el Nikah mutah (matrimonio temporario) y que quienes lo utilizan lo hacen con el único propósito de "obtener gratificación sexual de manera lícita". Según Karen Ruffle, profesora asistente de religión en la Universidad de Toronto, aunque las escuelas de derecho sunitas prohíben la mutʿah, existen varios tipos de matrimonio no permanente, incluido el matrimonio misyar (ambulante) y el matrimonio urfi (habitual), que han ganado popularidad en partes del mundo sunita. Según Florian Pohl, profesor asistente de religión en el Oxford College de la Universidad Emory, el matrimonio misyar es un tema controvertido en el mundo musulmán, ya que muchos lo ven como una práctica que fomenta los matrimonios con fines puramente sexuales, o que se utiliza como una tapadera para una forma de prostitución.

Eruditos islámicos como Ibn Uthaimeen o Al-Albani afirman, por su parte, que el matrimonio misyar puede ser legal pero no moral. Acuerdan que la esposa puede reclamar los derechos que ella renunció al momento del contrato en cualquier momento. Pero se oponen a este tipo de matrimonio porque contradice el espíritu de la ley islámica del matrimonio y tiene efectos perversos sobre la mujer, la familia y la comunidad en general. Algunos ulama (eruditos) han emitido fatwas (opiniones legales) en las que sostienen que el misyar es zina (fornicación). Para Al-Albani, el matrimonio misar incluso puede considerarse ilícito, porque va en contra de los objetivos y el espíritu del matrimonio en el islam. , como se describe en este versículo del Corán:
"Y entre sus Signos, Él los ha creado a ustedes, para que puedan estar en tranquilidad entre ustedes, y ÉL ha puesto amor y compasión entre ustedes…"
Al-Albani resalta los problemas sociales que se pueden originar a causa del matrimonio misyar, especialmente si de esta unión nacen niños. Los niños criados por su madre en un hogar en el cual su padre se encuentra siempre ausente pueden tener dificultades.